# Pa Modou Kah
Pa Modou Kah (ur. 30 lipca 1980 w Bandżulu) – norweski piłkarz o gambijskich korzeniach. Występuje na pozycji obrońcy. Od 2015 jest zawodnikiem Vancouver Whitecaps FC.

## Kariera
Kah profesjonalną karierę rozpoczynał w 1998 roku, w Vålerenga Fotball. W debiutanckim sezonie rozegrał jedno spotkanie w Tippeligaen. W kolejnym również zaliczył jeden ligowy pojedynek. W 2000 przebywał na testach w Manchesterze United. W tym samym roku zaczął przebijać się do wyjściowej jedenastki ekipy z Oslo, występując w piętnastu spotkaniach tamtego sezonu i zdobywając w nich jedną bramkę. Vålerenga zajęła wtedy dwunaste miejsce w lidze i po barażach spadła do Adeccoligaen. Jednak już po roku powróciła do ekstraklasy.
W 2003 Kah przeszedł do szwedzkiej AIK Solny. W debiutanckim sezonie w Allsvenskan jego drużyna uplasowała się na piątej pozycji tabeli, ale w następnym zajęła przedostatnie, trzynaste miejsce i została zdegradowana do drugiej ligi. Kah został wtedy sprzedany do Rody JC Kerkrade. W Eredivisie zadebiutował 22 stycznia 2005, w przegranym 0-2 pojedynku z De Graafschap. W Rodzie występował do 2011 roku.
W 2011 roku Kah został zawodnikiem katarskiego Al-Khor. Na początku 2012 roku został wypożyczony do Qatar SC. Z kolei na początku 2013 roku został piłkarzem Al-Wehda. Latem 2013 przeszedł do Portland Timbers. W 2015 został zawodnikiem Vancouver Whitecaps FC.
| Sezon   | Klub                   | Kraj              | Rozgrywki          | Mecze | Bramki |
| ------- | ---------------------- | ----------------- | ------------------ | ----- | ------ |
| 1998    | Vålerenga Fotball      | Norwegia          | Tippeligaen        | 1     | 0      |
| 1999    | Vålerenga Fotball      | Norwegia          | Tippeligaen        | 1     | 0      |
| 2000    | Vålerenga Fotball      | Norwegia          | Tippeligaen        | 15    | 1      |
| 2001    | Vålerenga Fotball      | Norwegia          | Adeccoligaen       | 21    | 1      |
| 2002    | Vålerenga Fotball      | Norwegia          | Tippeligaen        | 24    | 2      |
| 2003    | Vålerenga Fotball      | Norwegia          | Tippeligaen        | 16    | 2      |
| 2003    | AIK Fotboll            | Szwecja           | Allsvenskan        | 5     | 0      |
| 2004    | AIK Fotboll            | Szwecja           | Allsvenskan        | 22    | 1      |
| 2004/05 | Roda JC Kerkrade       | Holandia          | Eredivisie         | 16    | 3      |
| 2005/06 | Roda JC Kerkrade       | Holandia          | Eredivisie         | 32    | 0      |
| 2006/07 | Roda JC Kerkrade       | Holandia          | Eredivisie         | 30    | 2      |
| 2007/08 | Roda JC Kerkrade       | Holandia          | Eredivisie         | 29    | 1      |
| 2008/09 | Roda JC Kerkrade       | Holandia          | Eredivisie         | 27    | 0      |
| 2009/10 | Roda JC Kerkrade       | Holandia          | Eredivisie         | 23    | 2      |
| 2010/11 | Roda JC Kerkrade       | Holandia          | Eredivisie         | 32    | 4      |
| 2011/12 | Al-Khor                | Katar             | Qatar Stars League | 10    | 1      |
| 2011/12 | Qatar SC               | Katar             | Qatar Stars League | 7     | 0      |
| 2012/13 | Al-Khor                | Katar             | Qatar Stars League | 3     | 0      |
| 2012/13 | Al-Wehda               | Arabia Saudyjska  | Premier Liga       | 7     | 0      |
| 2013    | Portland Timbers       | Stany Zjednoczone | MLS                | 20    | 0      |
| 2014    | Portland Timbers       | Stany Zjednoczone | MLS                | 20    | 1      |
| 2015    | Vancouver Whitecaps FC | Kanada            | MLS                | 25    | 3      |
| 2016    | Vancouver Whitecaps FC | Kanada            | MLS                |       |        |